# Vaccinium luteynii
Vaccinium luteynii là một loài thực vật có hoa trong họ Thạch nam. Loài này được Wilbur mô tả khoa học đầu tiên năm 2005.